# Lelaps albipes
Lelaps albipes is een vliesvleugelig insect uit de familie Pteromalidae. De wetenschappelijke naam is voor het eerst geldig gepubliceerd in 1884 door Cameron.